# Jean-Pierre Dessailly
Jean-Pierre Dessailly es un deportista francés que compitió en judo. Ganó seis medallas en el Campeonato Europeo de Judo entre los años 1959 y 1965.

## Palmarés internacional
| Campeonato Europeo | Campeonato Europeo       | Campeonato Europeo | Campeonato Europeo |
| Año                | Lugar                    | Medalla            | Categoría          |
| ------------------ | ------------------------ | ------------------ | ------------------ |
| 1959               | Viena (Austria)          | Medalla de bronce  | Abierta            |
| 1960               | Ámsterdam (Países Bajos) | Medalla de oro     | 2.º dan            |
| 1961               | Milán (Italia)           | Medalla de oro     | 3.er dan           |
| 1962               | Essen (RFA)              | Medalla de oro     | 4.º dan (A)        |
| 1964               | Berlín Oriental (RDA)    | Medalla de plata   | Abierta (A)        |
| 1965               | Madrid (España)          | Medalla de bronce  | Abierta (A)        |